# Хатідже Муаззез-султан
Хатідже Муаззез-султан (Hatice Muazzez Sultan) (1628—1687) — наложниця османського султана Ібрагіма I, хасекі-султан. Мати  Ахмеда II.

## Біографія
Народилась приблизно в 1628 році. Інформації про її походження немає. Померла за 4 роки до сходження сина на престол. Похована в мечеті Сулейманіє.